# Національний парк Кеоладео
Національний парк Кеоладео (англ. Keoladeo National Park або Keoladeo Ghana National Park, раніше Bharatpur Bird Sanctuary) — національний парк в індійській провінції Раджастхан, відомий своєю авіфауною. Тут зимують близько 230 видів птахів, зокрема багато рідкісних видів, такі як білий журавель. Також це важливий туристичний та науковий центр. Ця територія стала заказником в 1971 році, національним парком в 1982 та об'єктом Світової спадщини ЮНЕСКО в 1985 році.